# Hypsacantha crucimaculata
Hypsacantha crucimaculata là một loài nhện trong họ Araneidae.
Loài này thuộc chi Hypsacantha. Hypsacantha crucimaculata được Maria Dahl miêu tả năm 1914.